# Kortrijkgouw

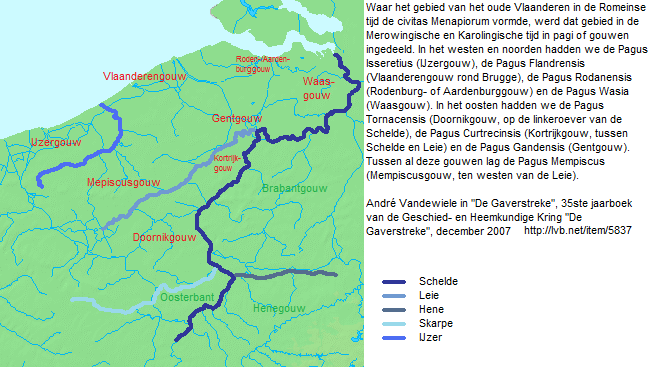
De Vlaamse gouwen, waaronder de Kortrijkgouw.

De Kortrijkgouw (Latijn: pagus Curtrecinsis) was in de vroege middeleeuwen een Merovingische en Karolingsche gouw gelegen tussen de Schelde en Leie en de Gentgouw. De hoofdplaats van deze gouw was Kortrijk. Ten westen van de Kortrijkgouw, aan de andere kant van de Leie, lag de Mepsegouw (pagus Mempiscus).